# Bon Air
Le quartier du Bon Air (en néerlandais : Goede Lucht) est un quartier de la commune d'Anderlecht (Région de Bruxelles-Capitale). Il se situe à l'extrême nord-ouest de la commune. C'est un petit quartier paisible et modeste reconnu comme l'une des cités-jardins de la région bruxelloise.
Centré par la place Séverine et entouré par des petites rues dans un style semi-campagnard, le quartier du Bon Air est bordé au sud par un tronçon de l'avenue d'Itterbeek et au nord par le ruisseau du Broekbeek, qui forme à cet endroit la limite entre la commune d'Anderlecht et la commune de Dilbeek.

## Histoire
La cité-jardin du Bon Air est construite à partir de 1921-1923 en pleine campagne, loin des zones bâties de l’époque, dans un style comparable à celui de La Roue. La première pierre fut posée par le Roi Albert Ier le 15 avril 1923. Le nom donné à la cité semble destiné à convaincre les Bruxellois expropriés de leurs quartiers à déménager loin de tout dans cet endroit isolé et difficile d’accès. Dans le même esprit, les noms donnés aux rues sont autant de promesses édifiantes d’une nouvelle vie différente de celle jugée insalubre du centre-ville : rue de l’Hygiène, de la Salubrité, de la Santé, de la Tempérance, de la Fécondité, du Bonheur ou de l’Enthousiasme. La construction du quartier s'étendit de 1923 à 1953, en plusieurs phases (les parties situées à l'ouest du quartier étant plus anciennes que les parties situées à l'est).
Aujourd’hui encore, la cité reste la seule à ne pas avoir été englobée dans le tissu urbain. Le Ring (autoroute périphérique de Bruxelles) la relègue même en dehors de l’agglomération. Ce quartier bénéficie d’une forte mixité intergénérationnelle et culturelle. La société de logement social Le Foyer Anderlechtois y dispose de  225 maisons unifamiliales (41 habitations de 2 chambres, 181 habitations de 3 chambres et 3 habitations de 4 chambres). Si ces maisons sociales étaient à l’époque à la pointe de l’architecture et représentaient un progrès important pour les populations ouvrières du début du XXe siècle, elles ne répondent aujourd’hui plus aux normes en matière de logement.

## Curiosités et sites importants
- Venelles

## Magasins
Boulangerie du Bon Air
Prima De Spiegeleer

## Liste des rues du quartier
| - Place Séverine - Rue de la Modestie - Rue Ferdinand Craps - Rue Edouard Van Muylders - Rue Jean Lagey - Rue Léon Nicodème - Rue de l'Hygiène - Rue du Bonheur - Rue de la Dignité - Avenue de la Fécondité - Avenue Tempérance - Avenue d'Itterbeek (>360) - Place de l'Aurore - Rue de l'Enthousiasme - Square de la Fraternelle - Place de la Croix Rouge - Rue Gaston Coudyser |